# Moselle Open
Moselle Open, Відкритий чемпіонат Мозелю з тенісу — міжнародний чоловічий професійний тенісний турнір. Проводиться щорічно на закритих кортах з твердим покриттям, початково турнір ATP International Series, з 2009 року є частиною серії Туру ATP 250. Турнір відбувається у місті Мец (Франція) з 2003 року.

## Фінали

### Одиночний розряд
| Рік  | Чемпіон                                             | Фіналіст                                            | Рахунок                                             |
| ---- | --------------------------------------------------- | --------------------------------------------------- | --------------------------------------------------- |
| 2003 | Арно Клеман                                         | Фернандо Гонсалес                                   | 6–3, 1–6, 6–3                                       |
| 2004 | Жером Енель                                         | Рішар Гаске                                         | 7–6(11–9), 6–4                                      |
| 2005 | Іван Любичич                                        | Гаель Монфіс                                        | 7–6(9–7), 6–0                                       |
| 2006 | Новак Джокович                                      | Юрген Мельцер                                       | 4–6, 6–3, 6–2                                       |
| 2007 | Томмі Робредо                                       | Енді Маррей                                         | 0–6, 6–2, 6–3                                       |
| 2008 | Дмитро Турсунов                                     | Поль-Анрі Матьє                                     | 7–6(8–6), 1–6, 6–4                                  |
| 2009 | Гаель Монфіс                                        | Філіпп Кольшрайбер                                  | 7–6(7–1), 3–6, 6–2                                  |
| 2010 | Жиль Сімон                                          | Міша Зверєв                                         | 6–3, 6–2                                            |
| 2011 | Жо-Вілфрід Тсонга                                   | Іван Любичич                                        | 6–3, 6–7(4–7), 6–3                                  |
| 2012 | Жо-Вілфрід Тсонга                                   | Андреас Сеппі                                       | 6–1, 6–2                                            |
| 2013 | Жиль Сімон                                          | Жо-Вілфрід Тсонга                                   | 6–4, 6–3                                            |
| 2014 | Давід Ґоффен                                        | Жуан Соуза                                          | 6–4, 6–3                                            |
| 2015 | Жо-Вілфрід Тсонга                                   | Жиль Сімон                                          | 7–6(7–5), 1–6, 6–2                                  |
| 2016 | Люка Пуй                                            | Домінік Тім                                         | 7–6(7–5), 6–2                                       |
| 2017 | Петер Гойовчик                                      | Бенуа Пер                                           | 7–5, 6–2                                            |
| 2018 | Жиль Сімон                                          | Маттіас Бахінгер                                    | 7–6(7–2), 6–1                                       |
| 2019 | Жо-Вілфрід Тсонга                                   | Аляж Бедене                                         | 6–7(4–7), 7–6(7–4), 6–3                             |
| 2020 | Не проводився через пандемію коронавірусної хвороби | Не проводився через пандемію коронавірусної хвороби | Не проводився через пандемію коронавірусної хвороби |
| 2021 | Губерт Гуркач                                       | Пабло Карреньо Буста                                | 7–6(7–2), 6–3                                       |
| 2022 | Лоренцо Сонего                                      | Олександр Бублик                                    | 7–6(7–3), 6–2                                       |
| 2023 | Юго Енбер                                           | Олександр Шевченко                                  | 6–3, 6–3                                            |
| 2024 | Бенжамен Бонзі                                      | Кемерон Норрі                                       | 7–6(8–6), 6–4                                       |

### Парний розряд
| Рік  | Чемпіони                                            | Фіналісти                                           | Рахунок                                             |
| ---- | --------------------------------------------------- | --------------------------------------------------- | --------------------------------------------------- |
| 2003 | Жульєн Беннето Ніколя Маю                           | Мікаель Льодра Фабріс Санторо                       | 7–6(7–2), 6–3                                       |
| 2004 | Арно Клеман Ніколя Маю                              | Іван Любичич Урос Віко                              | 6–2, 7–6(10–8)                                      |
| 2005 | Мікаель Льодра Фабріс Санторо                       | Хосе Акасусо Себастьян Прієто                       | 5–2, 3–5, 5–4(7–4)                                  |
| 2006 | Рішар Гаске Фабріс Санторо                          | Юліан Ноул Юрген Мельцер                            | 3–6, 6–1, [11–9]                                    |
| 2007 | Арно Клеман Мікаель Льодра                          | Маріуш Фирстенберг Марцин Матковський               | 6–1, 6–4                                            |
| 2008 | Арно Клеман Мікаель Льодра                          | Маріуш Фирстенберг Марцин Матковський               | 5–7, 6–3, [10–8]                                    |
| 2009 | Колін Флемінг Кен Скупскі                           | Арно Клеман Мікаель Льодра                          | 2–6, 6–4, [10–5]                                    |
| 2010 | Дастін Браун Рогір Вассен                           | Марсело Мело Бруно Соарес                           | 6–3, 6–3                                            |
| 2011 | Джеймі Маррей Андре Са                              | Лукаш Длоуги Марсело Мело                           | 6–4, 7–6(9–7)                                       |
| 2012 | Ніколя Маю Едуар Роже-Васслен                       | Юган Брунстрем Фредерік Нільсен                     | 7–6(7–3), 6–4                                       |
| 2013 | Юган Брунстрем Равен Класен                         | Ніколя Маю Жо-Вілфрід Тсонга                        | 6–4, 7–6(7–5)                                       |
| 2014 | Маріуш Фирстенберг Марцин Матковський               | Марін Драганя Генрі Контінен                        | 6–7(3–7), 6–3, [10–8]                               |
| 2015 | Лукаш Кубот Едуар Роже-Васслен                      | П'єр-Юг Ербер Ніколя Маю                            | 2–6, 6–3, [10–7]                                    |
| 2016 | Хуліо Перальта Орасіо Себальйос                     | Мате Павич Майкл Вінус                              | 6–3, 7–6(7–4)                                       |
| 2017 | Жульєн Беннето Едуар Роже-Васслен                   | Веслі Колгоф Артем Сітак                            | 7–5, 6–3                                            |
| 2018 | Ніколя Маю Едуар Роже-Васслен                       | Кен Скупскі Ніл Скупскі                             | 6–1, 7–5                                            |
| 2019 | Роберт Ліндстедт Ян-Леннард Штруфф                  | Ніколя Маю Едуар Роже-Васслен                       | 2–6, 7–6(7–1), [10–4]                               |
| 2020 | Не проводився через пандемію коронавірусної хвороби | Не проводився через пандемію коронавірусної хвороби | Не проводився через пандемію коронавірусної хвороби |
| 2021 | Губерт Гуркач Ян Зелінський                         | Юго Нис Артур Рендеркнек                            | 7–5, 6–3                                            |
| 2022 | Юго Нис Ян Зелінський                               | Ллойд Ґласспул Гаррі Геліоваара                     | 7–6(7–5), 6–4                                       |
| 2023 | Юго Нис Ян Зелінський                               | Гендрік Єбенс Константін Францен                    | 6–4, 6–4                                            |
| 2024 | Сандер Арендс Люк Джонсон                           | П'єр-Юг Ербер Альбано Оліветті                      | 6–4, 3–6, [10–3]                                    |